# آتون، لانکاشر
آتون، لانکاشر (به انگلیسی: Aughton, Lancashire) یک روستا و محله مدنی در بریتانیا است که در وست لانکاشر واقع شده‌است. آتون ۸٬۳۴۲ نفر جمعیت دارد.